# Margarita (Álava)
Margarita es un concejo del municipio de Vitoria, en la provincia de Álava, País Vasco (España). Forma parte de la denominada Zona Rural Suroeste de Vitoria.

## Toponimia
En el año 1025 en la Reja de San Millán, ya aparece citado como Margarita, contribuyendo con dos rejas como tributo al Monasterio de San Millán.
La investigación toponímica del término del concejo fue realizada en 2013.
En cuanto a la etimología de la denominación del concejo, parece que procede del nombre personal femenino   Margaritaha evolucionado a partir de Margaritana.

## Geografía
Se encuentra 11 km al oeste de la ciudad de Vitoria, junto a la autovía A-1 (Madrid-Irún). Se accede al pueblo tras dejar la autovía en la salida del polígono industrial de Júndiz y transitar por una carretera local.
| Noroeste: Mendoza  | Norte: Estarrona | Nordeste: Asteguieta      |
| Oeste: Trespuentes |                  | Este: Crispijana          |
| Suroeste: Villodas | Sur: Ariñez      | Sureste: Zuazo de Vitoria |

## Historia
Se han encontrado restos de una lápida romana en la iglesia del pueblo lo que demostraría los orígenes romanos de este asentamiento. La primera mención escrita del pueblo data de 1025 y figura en el Cartulario de San Millán de la Cogolla, donde ya se le llama Margarita. Perteneció a la hermandad y municipio de Aríñez hasta que este fue absorbido por el de Vitoria en la década de 1920.
Hacia mediados del siglo XIX, el lugar, por entonces perteneciente al municipio de Aríñez, tenía contabilizada una población de 57 habitantes. Aparece descrito en el undécimo volumen del Diccionario geográfico-estadístico-histórico de España y sus posesiones de Ultramar de Pascual Madoz con las siguientes palabras:

MARGARITA: l. del ayunt. de Ariñez en la prov. de Alava, part. jud. de Vitoria (1 leg.), aud. terr. de Burgos (20), c. g. de las Provincias Vascongadas, dióc. de Calahorra (20): sit. en un llano con clima frio; le combate el viento N. y se padecen constipados y catarros. Tiene 11 casas, igl. parr. (Sto. Tomás Apóstol) servida por 2 beneficiados, uno de ellos con título de cura, de presentacion del cabildo; cementerio contiguo á la igl., y una fuente para surtido del vecindario. El térm. que se estiende de N. á S. 1/2 leg. y de E. á O. igual dist., confina N. Estarrona; E. Lermanda; S. Ariñez, y O. Trespuentes y Mendoza; comprendiendo en su circunferencia un monte poblado de espinos albares, zarzas fresnos y otros árboles, arbustos y abundantes pastos para los ganados. El terreno es de buena calidad y secano; le atraviesa y fertiliza el r. Zadorra por la parte N. caminos: locales y en regular estado: la correspondencia se recibe de Vitoria, por los interesados. prod.: toda clase de granos: cria de ganado caballar y vacuno: caza de perdices y ánades: pesca de loinas y otros peces. pobl.: 10 vec., 57 alm. riqueza y contr.: con su ayunt. (V.)
(Madoz, 1848, p. 223)

En la actualidad, pertenece al municipio de Vitoria.

## Demografía
En 2023, la entidad singular de población tenía empadronados 32 habitantes y el núcleo de población, también 32.
| Gráfica de evolución demográfica de Margarita (Álava) entre 2000 y 2018                                  |
| |
| Población (2000-2017) según los censos de población del INE. Población según el padrón municipal de 2018 |

## Economía
El concejo está ocupado actualmente en su mayor parte por el Sector 21 del Parque Empresarial de Júndiz, también conocido como Júndiz Oeste, que rodea al pueblo por tres de sus cuatro lados. Se trata de una ampliación del parque empresarial de Júndiz, realizado en terrenos del concejo de Margarita y separado del resto del polígono por la autovía A-1. Se trata de una zona del parque industrial, todavía en proceso de consolidación, pero donde ya se han instalado bastantes empresas, siendo la más destacable de ellas Mercadona, que cuenta en este lugar desde 2020 con su bloque logístico para el norte de España (País Vasco, Cantabria, Navarra, Burgos y La Rioja).

## Equipamientos y servicios públicos
La actual bolera, correspondiente con la modalidad de palma de cuatro de la Llanada o "alavesa", ha sustituido recientemente a otra anterior más sencilla, de suelo de tierra. Junto a ella se localiza luna fuente de piedra de sillería. Existió también en Margarita un lavadero tradicional, ahora en ruinas. 
También se ubica en el concejo de Margarita la estación depuradora de aguas residuales de Crispijana (E.D.A.R. Crispijana), que da servicio a la ciudad de Vitoria desde su construcción en 1984. EDAR Crispijana se encuentra a 1,8km de Margarita, en un meandro del río Zadorra, donde vierte las aguas tratadas. A pesar de ubicarse en terrenos del concejo de Margarita, la EDAR es más cercana al pueblo de Crispijana (850 m) y lleva por ello su nombre.

## Cultura

### Patrimonio material

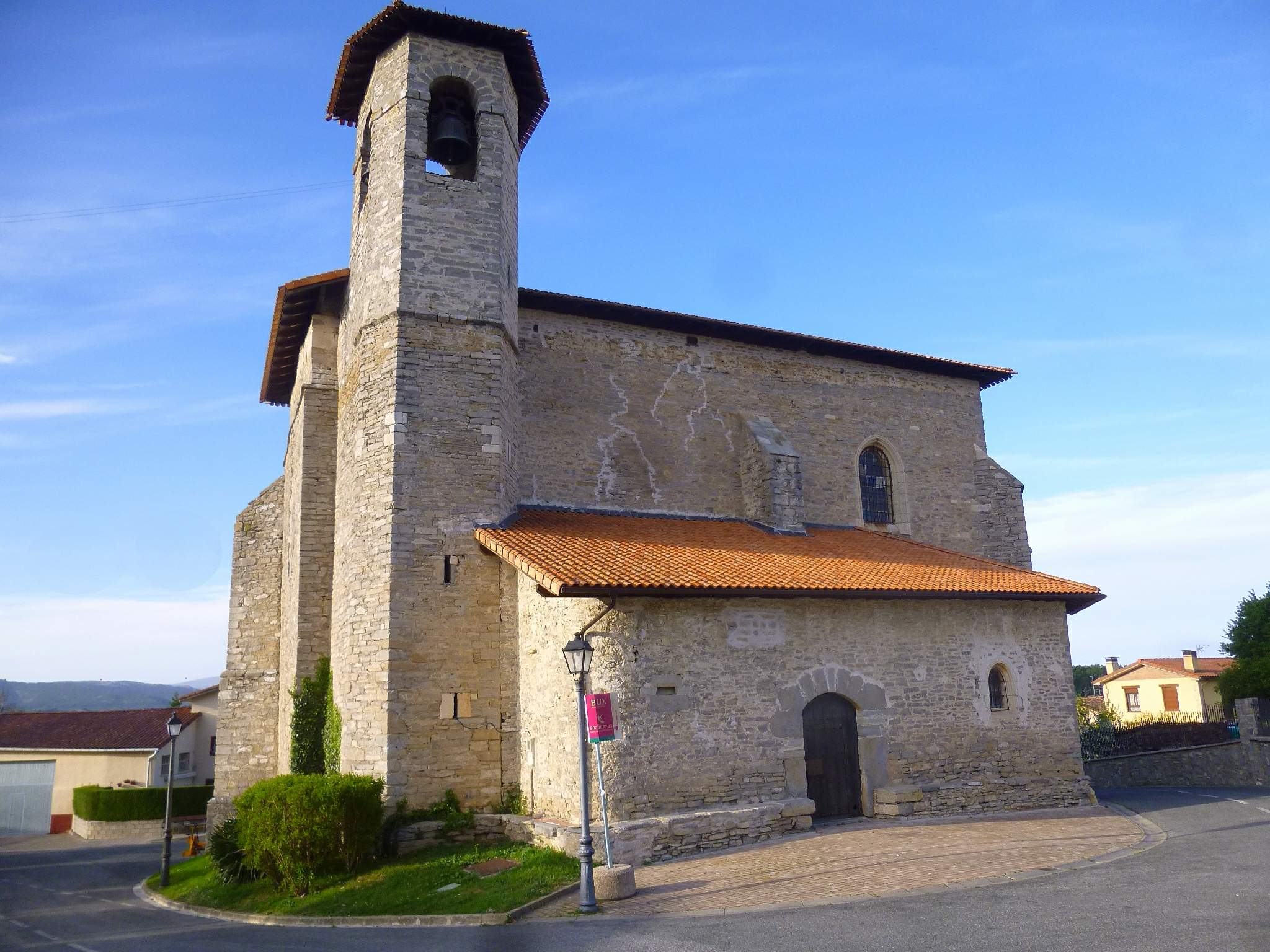
La iglesia de Santo Tomás Apóstol

Uno de los edificios más significativos del pueblo es la iglesia parroquial de Santo Tomás Apóstol del siglo XVI, aunque existen restos románicos de edificios anteriores. Destaca la capilla de los Urbina, mandada construir por Agustín de Urbina, natural de Urbina, que se cierra con una interesante reja realizada por Domingo de Ubidea, y las claves policromadas de las bóvedas. Hay otros elementos destacables como los retablos, la pila bautismal y varios relieves. 
También existieron dos ermitas, San Juan y Santa Eulalia.
Cerca de la iglesia aún se conservan restos de la casa torre de los Cortázar que se fundó en el siglo XVI, y que conserva su escudo, un arco conopial cegado, varias saeteras y modillones.

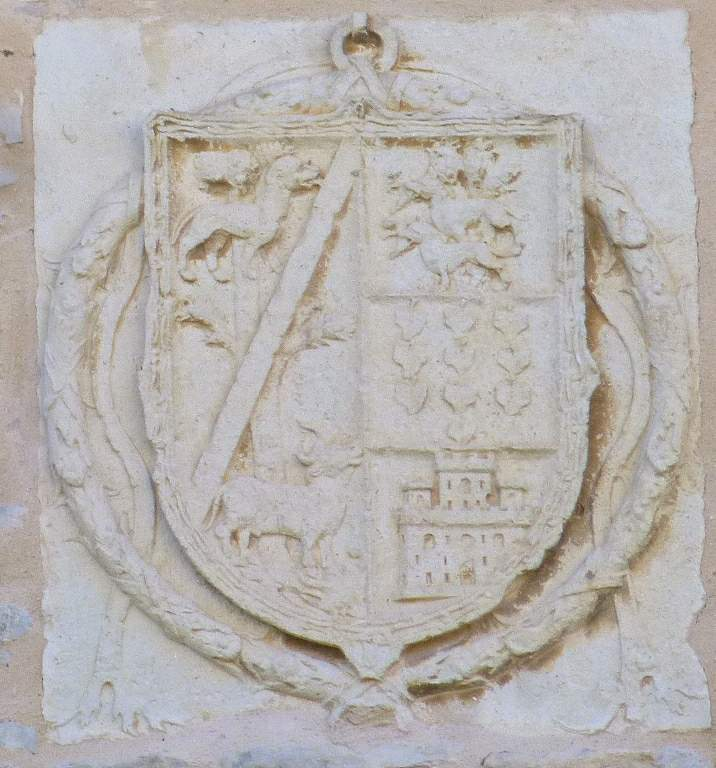
Escudo de los Cortázar, Urbina y Hurtado

Además hubo un molino harinero que se derribó hace poco para dar anchura a una de las salidas del pueblo.

### Patrimonio inmaterial

#### Festividades y tradiciones
A los vecinos del concejo se les conoce por el mote de Morraleros, y sus fiestas patronales se celebran el 18 de septiembre por Santo Tomás.